# B’Day
B'Day este al doilea album de studio din cariera solo a cântăreței americane Beyoncé Knowles. Albumul a fost lansat chiar în ziua în care aceasta a împlinit 25 și anume 04.09.2006. De pe album fac parte Déjà Vu, al doilea #1 al lui Beyoncé în Regatul Unit, Ring The Alarm, single-ul cu cel mai mare debut în SUA din întreaga carieră a cântăreței și Irreplaceable, al patrulea #1 al artistei în SUA, și totodată cel mai lung. B'Day a câștigat premiul pentru „Cel mai bun album de R&B contemporan”, la „Grammy Awards 2007”. Albumul a fost relansat într-o ediție de lux, pe 3 aprilie 2007, ce conține și piese în limba spaniolă. De pe ediția de lux au mai fost lansate varianta în spaniolă a lui Irreplaceable și anume  Irreemplazable, Amor Gitano, cel mai mare succes single al cântăreței în Spania, staționând timp de 13 săptămâni pe locul 1 și duetul cu Shakira, „Beautiful Liar”, care a devenit instantaneu un hit, ajungând pe locul 1 în peste 20 de țări. După aceste single-uri au urmat Green Light, pentru Europa și Get Me Bodied pentru SUA și Canada, acestea făcând parte de pe varianta originală a albumului. În total albumul a vândut aproximativ 7 milioane de copii.

## Lista pieselor
- 01. Déjà Vu –3:59
- 02. Get Me Bodied  –3:25
- 03. Suga Mama –3:25
- 04. Upgrade U –4:32
- 05. Ring The Alarm  –3:23
- 06. Kitty Kat –3:55
- 07. Freakum Dress –3:20
- 08. Green Light –3:29
- 09. Irreplaceable  –3:47
- 10. Resentment -4:41
- 00. Back Up -3:27☼
- 00. Lost Yo Mind -3:47☼

☼Bonus

### B'Day Deluxe Edition
| 1. Beautiful Liar (featuring Shakira) - 3:19 2. Irreplaceable - 3:47 3. Green Light - 3:29 4. Kitty Kat - 3:55 5. Welcome to Hollywood - 3:22 6. Upgrade U (featuring Jay-Z) - 4:32 7. Flaws and All - 4:10 8. World Wide Woman - 3:51 9. Get Me Bodied (Extended Mix) - 6:18 10. If - 3:18 11. Freakum Dress - 3:20 12. Suga Mama - 3:24 13. Déjà Vu (featuring Jay-Z) - 4:00 14. Ring The Alarm - 3:23 15. Resentment - 4:41 16. Listen - 3:40 | 1. Beautiful Liar (featuring Shakira) - 3:27 2. Irreplaceable - 4:11 3. Kitty Kat - 0:57 4. Green Light - 3:30 5. Upgrade U (featuring Jay-Z) - 4:32 6. Flaws and All - 4:07 7. Get Me Bodied (Extended Mix)- 6:35 8. Freakum Dress - 3:15 9. Suga Mama - 3:31 10. Déjà Vu (featuring Jay-Z) - 4:02 11. Ring the Alarm - 3:27 12. Listen - 3:47 |

## Single-uri lansate
- Déjà Vu a fost lansat ca primul single de pe album. Beyoncé a motivat alegerea cântecului ca prim single datorită faptului că este o piesă specială, care nu seamăna prea mult cu ce se afla la vremea aceea în clasament. Single-ul a debutat pe locul 21 în Marea Britanie, pentru ca în săptămâna următoare să ajungă pe locul #1. Astfel Déjà Vu a devenit al doilea #1 ca artist solo în UK și al partulea din întreaga sa carieră. De asemenea, Déjà Vu a ajuns pe locul #1 în clasamnetul Hot R&B/Hip-Hop Singles & Tracks (al treilea no #1 solo) și în clasamentul Hot Dance Club Play (al patrulea #1 solo). În clasamnetul principal Billboard Hot 100, a reușit doar un loc #4, mai ales datorită vânzărilor CD-urilor promoționale (#1 în Hot Dance Singles Sales și Hot R&B/Hip-Hop Singles Sales). Piesa a mai ajuns pe locul #1 în Brazilia, Polonia, Singapore, China, Israel și Filipine.

- Ring The Alarm a fost lansat ca al doilea single în SUA, unde a debutat direct pe locul #12, cel mai bun debut din întraga carieră a lui Beyoncé. Cu toate că a avut un start bun a ajuns doar până pe locul #11, spulberându-i lui Beyoncé mersul continuu de piese în top 10. Ring The Alarm a mai intrat în clasamentele din Japonia și Brazilia, unde a ajuns până pe #16, resprectiv #13.

- Irreplaceable a fost lansat ca al treilea single în SUA și al doilea pe plan internațional. Piesa a devenit populară la stațiile radio urbane, devenind din ce în ce mai popular. După ce a fost anunțat oficial ca fiind al treilea single (Freakum Dress era ales drept al treilea single), difuzările și vânzările sale au început să crească. Single-ul a ajuns pe locul #1 în clasamnetul principal din SUA, unde a staționat timp de zece săptămâni consecutive. Single-ul a avut un sucess similar în Oceania, ajungând pe locul #1 în Australia (primul ei #1) și în Noua Zeelandă (al doilea #1). În clasamnetul din UK a ajuns doar până pe un loc #4. În total piesa a strâns un total de peste 5,805,000 puncte oferite de United World Chart.

- Listen a fost lansat pentru a promova filmul Dreamgirls. Piesa a intrat în US Billboard Hot  100, pe locul #95, pe când Irreplaceable se afla încă pe locul #1. Listen a fost afectat de popularitatea uriașă a lui Irreplaceable, reuțind doar un loc #61. Pe plan internațional a avut mai mult succes. A ajuns pe locul #1 în Gibraltar și Indonezia și în top 10 în Italia #3, << unde a avut cea mai bună clasare din cariera solo a lui Beyoncé până la Beautiful Liar >>. A mai obținut locul #6 în Irlanda și Lituania și locul #10 în Elveția.

- Beautiful Liar a fost lansat ca prim single de pe B'Day Deluxe Edition, relansarea celui de-al doilea albumului, și ca al patrulea single de pe B'Day. Single-ul a ajuns până pe locul #3 în clasamentul Billboard Hot 100, din SUA. Acest lucru s-a întâmpat în cea de-a doua săptămână, urcând un număr impresionant de locuri și anume 91, de pe locul #94 până pe locul #3, stabilind un record absolut. Recordul anterior era obținut de Akon și Eminem cu Smack That (#95 - #7). Single-ul a avut mare succes în America de Sud, Europa și Oceania. Piesa a ajuns pe locul #1 în peste 25 de țări, incluzând marile marketuri europene cum ar fi : Marea Britanie, Franța, Germania, Olanda și Italia.  De asemenea în statele din America de Sud, piesa a fost un mare succes, cel mai mare al lui Beyoncé. a ajuns pe locul #1 și în Noua Zeelandă, o piață importantă, devenind al treilea #1 al lui Beyoncé.

- Green Light,  Get Me Bodied & Amor Gitano au fost lansate ca cel de-al cincilea single al albumului, în diferite părți ale lumii. Primul a fost lansat în Europa, unde a preformat moderat, locul #12 în UK, #11 în Olanda și #8 în Rusia. De asemenea Green Light a mai obținut poziția cu numărul #7 în clasamentul din Singapore. A doua piesă, Get Me Bodied a fost lansat în SUA și Canada. În SUA, a devenit un eșec, atingând doar poziția cu numărul #68. Acest lucru s-a datorat intrării sale în clasament, înainte de a fi lansat oficial, știindu-se că la un momnetdat va fi lansat. Totuși a reușit un loc #10 în clasanetul Hot R&B/Hip-Hop Songs, devenind al zecelea ei single de top 10, în acel clasament. În Canada s-a descurcat ceva mai bine, ajungând până pe locul #2. A mai ajuns pe locul #1 în Aruba. Amor Gitano a fost lansat exclusiv pentru piețele latine, America de Sud și Spania. În America de Sud nu a avut mare succes însă, în Spania, a devenit cel mai lung #1 al lui Beyoncé, staționând pe locul 1 timp de 13 săptămâni. De asemenea a primit opt discuri de platină pentru vânzări digitale și 15 discuri de platină pentru vânzări de peste 300,000 de unități de rington-uri.

Pe lângă single-urile lansate și prezentate mai sus, în clasamnete au mai intrat "Kitty Kat"

## Prezența în clasamente și vânzări
Albumul a debutat direct pe locul 1 în clasamentul Billboard 200, având vânzări de peste 541,000 copii în prima săptămână. În ciuda vânzărilor mari din prima săptămână, albumul nu și-a continuat dominația în clasamentului, fiind înlocuit de "FutureSex/LoveSounds" al lui Justin Timberlake. Albumul a primit triplu disc de platină în SUA, pentru vânzări de peste 3 milioane de exemplare.
La nivel mondial a avut un succes relativ similar, vânzările finale ale albumului ridicându-se la aproximativ 7 milioane de exemplare. În timpul concertului din România, Beyoncé a primit discul de aur pentru vânzări exemplare.

### Clasamente
| Clasament (2006)                | Poziție |
| ------------------------------- | ------- |
| Australian Albums Chart         | 8       |
| Austrian Albums Chart           | 13      |
| Belgian Albums Chart (Flanders) | 7       |
| Belgian Albums Chart (Wallonia) | 12      |
| Canadian Albums Chart           | 3       |
| Danish Albums Chart             | 8       |
| Dutch Albums Chart              | 5       |
| European Top 100 Albums         | 3       |
| Finnish Albums Chart            | 23      |
| French Albums Chart             | 12      |
| German Albums Chart             | 5       |
| Greek Albums Chart              | 3       |
| Hungarian Albums Chart          | 22      |
| Irish Albums Chart              | 3       |
| Italian Albums Chart            | 10      |
| Japanese Albums Chart           | 4       |
| Mexican Albums Chart            | 6       |
| New Zealand Albums Chart        | 8       |
| Norwegian Albums Chart          | 6       |
| Polish Albums Chart             | 33      |
| Portuguese Albums Chart         | 8       |
| Scottish Albums Chart           | 9       |
| Spanish Albums Chart            | 5       |
| Swedish Albums Chart            | 15      |
| Swiss Albums Chart              | 2       |
| UK Albums Chart                 | 3       |
| US Billboard 200                | 1       |
| US Top R&B/Hip-Hop Albums       | 1       |

| Clasament (2014)    | Poziție |
| ------------------- | ------- |
| Polish Albums Chart | 29      |

| Clasament (2006)              | Poziție  |
| ----------------------------- | -------- |
| Australian Urban Albums Chart | 13       |
| Dutch Albums Chart            | 84       |
| French Albums Chart           | 199      |
| Japanese Albums Chart         | 55       |
| Swiss Albums Chart            | 96       |
| UK Albums Chart               | 62       |
| US Billboard 200              | 38       |
| US Top R&B/Hip-Hop Albums     | 8        |
| Worldwide                     | 6        |
| Clasament (2007)              | Poziție  |
| Australian Urban Albums Chart | 13       |
| Dutch Albums Chart            | 84       |
| French Albums Chart           | 143      |
| Mexico Albums Chart           | 62       |
| Mexico English Albums Chart   | 16       |
| Swiss Albums Chart            | 82       |
| UK Albums Chart               | 140      |
| US Billboard 200              | 11       |
| US Top R&B/Hip-Hop Albums     | 6        |
| Worldwide                     | 38       |
| Chart (2008)                  | Position |
| US Billboard 200              | 170      |
| US Top R&B/Hip-Hop Albums     | 85       |

| Clasament (2000–09) | Poziție |
| ------------------- | ------- |
| US Billboard 200    | 133     |

## Certificări
| Regiune        | Certificat         |
| -------------- | ------------------ |
| Australia      | Platină            |
| Belgium        | Aur                |
| Canada         | Platină            |
| Denmark        | Aur                |
| Europe         | Platină            |
| France         | Aur                |
| Germany        | Aur                |
| Greece         | Gold               |
| Hungary        | Aur                |
| Ireland        | 3× Platină         |
| Japan          | Platină (standard) |
| Japan          | Aur (deluxe)       |
| Mexico         | Aur                |
| New Zealand    | Platină            |
| Portugal       | Aur                |
| Romania        | Aur                |
| Russia         | 3× Platină         |
| Spain          | Aur                |
| Switzerland    | Aur                |
| United Kingdom | Platină (standard) |
| United Kingdom | Aur (deluxe)       |
| United States  | 3× Platină         |

## Premii
| Ceremonie                        | An   | Recipient         | Premiu                             | Rezultat     |
| -------------------------------- | ---- | ----------------- | ---------------------------------- | ------------ |
| American Music Awards            | 2007 | B'Day             | Favorite Album for Soul/R&B        | Nominalizare |
| BET Awards                       | 2006 | "Check on It"     | Best Duet/Collaboration            | Nominalizare |
| BET Awards                       | 2006 | "Check on It"     | Video of the Year                  | Nominalizare |
| BET Awards                       | 2007 | "Irreplaceable"   | Viewers Choice Award               | Nominalizare |
| BET Awards                       | 2007 | "Irreplaceable"   | Video of The Year                  | Câștigat     |
| BET Awards                       | 2007 | "Beautiful Liar"  | Video of The Year                  | Nominalizare |
| BET Awards                       | 2007 | "Déjà Vu"         | Best Collaboration                 | Nominalizare |
| BET Awards                       | 2007 | "Upgrade U"       | Best Collaboration                 | Nominalizare |
| Grammy Awards                    | 2007 | B'Day             | Best Contemporary R&B Album        | Câștigat     |
| Grammy Awards                    | 2007 | "Ring the Alarm"  | Best Female R&B Vocal Performance  | Nominalizare |
| Grammy Awards                    | 2007 | "Déjà Vu"         | Best R&B Song                      | Nominalizare |
| Grammy Awards                    | 2007 | "Déjà Vu"         | Best Rap/Sung Collaboration        | Nominalizare |
| Grammy Awards                    | 2008 | "Irreplaceable"   | Record of the Year                 | Nominalizare |
| Grammy Awards                    | 2008 | "Beautiful Liar"  | Best Pop Collaboration with Vocals | Nominalizare |
| International Dance Music Awards | 2007 | "Déjà Vu"         | Best R&B/Urban Dance Track         | Nominalizare |
| International Dance Music Awards | 2007 | "Déjà Vu"         | Best Pop Dance Track               | Nominalizare |
| Ivor Novello Awards              | 2008 | "Beautiful Liar"  | Best-Selling British Single        | Câștigat     |
| Latin Grammy Awards              | 2007 | "Bello Embustero" | Record of the Year                 | Nominalizare |
| Music of Black Origin Awards     | 2006 | "Déjà Vu"         | Best Song                          | Câștigat     |
| Music of Black Origin Awards     | 2006 | "Déjà Vu"         | Best Video                         | Câștigat     |
| MTV Europe Music Awards          | 2007 | "Beautiful Liar"  | Most Addictive Track               | Nominalizare |
| MTV Music Video Awards           | 2006 | "Check on It"     | Best R&B Video                     | Câștigat     |
| MTV Music Video Awards           | 2007 | "Irreplaceable"   | Video of the Year                  | Nominalizare |
| MTV Music Video Awards           | 2007 | "Irreplaceable"   | Best Female Video                  | Nominalizare |
| MTV Music Video Awards           | 2007 | "Beautiful Liar"  | Best Female Video                  | Nominalizare |
| MTV Music Video Awards           | 2007 | "Beautiful Liar"  | Most Earthshattering Collaboration | Câștigat     |
| MTV Music Video Awards           | 2007 | "Beautiful Liar"  | Best Direction                     | Nominalizare |
| MTV Music Video Awards           | 2007 | "Beautiful Liar"  | Best Editing                       | Nominalizare |
| MTV Music Video Awards           | 2007 | "Beautiful Liar"  | Best Choreography                  | Nominalizare |
| MTV Video Music Awards Japan     | 2008 | "Beautiful Liar"  | Best Collaboration                 | Nominalizare |
| NAACP Image Awards               | 2007 | B'Day             | Outstanding Album                  | Nominalizare |
| NAACP Image Awards               | 2007 | "Irreplaceable"   | Outstanding Song                   | Nominalizare |
| NAACP Image Awards               | 2007 | "Irreplaceable"   | Outstanding Music Video            | Nominalizare |
| NAACP Image Awards               | 2008 | "Beautiful Liar"  | Outstanding Music Video            | Nominalizare |
| Nickelodeon Kids' Choice Awards  | 2007 | "Irreplaceable"   | Favorite Song                      | Câștigat     |
| OVMA                             | 2007 | "Beautiful Liar"  | Best Choreography in a Video       | Câștigat     |
| People's Choice Awards           | 2008 | "Irreplaceable"   | Favorite Pop Song                  | Nominalizare |
| People's Choice Awards           | 2008 | "Beautiful Liar"  | Favorite R&B Song                  | Nominalizare |
| Soul Train Music Awards          | 2007 | B'Day             | Best Female R&B/Soul Album         | Nominalizare |
| Soul Train Music Awards          | 2007 | "Irreplaceable"   | Best R&B/Soul Single, Female       | Câștigat     |
| Soul Train Music Awards          | 2007 | "Irreplaceable"   | Best R&B/Soul or Rap Music Video   | Nominalizare |
| The Record of the Year           | 2007 | "Beautiful Liar"  | Record of the Year                 | Nominalizare |
| VH1 Soul Vibe Awards             | 2007 | "Irreplaceable"   | Song of the Year                   | Nominalizare |
| VH1 Soul Vibe Awards             | 2007 | "Get Me Bodied"   | Video of the Year                  | Nominalizare |
| World Music Awards               | 2006 | B'Day             | World's Best-Selling R&B Artist    | Câștigat     |